# Karen Rocha (basquetebolista)
Karen Gustavo Rocha (Araraquara, 4 de março de 1984) é uma jogadora de basquetebol brasileira.

## Carreira
Karen começou a jogar basquete aos 12 anos, por influência da tia, também jogadora, que a levou para Campinas (SP). Dos 13 aos 21 anos jogou em Americana (SP). Aos 16 anos participou da conquista do campeonato sul-americano e, aos 19, estava na seleção sub-21, vice-campeã no mundial.
Em 2006 foi convocada para a seleção adulta campeã sul-americana. Teve grande destaque nos Jogos Pan-Americanos de 2007 no Rio de Janeiro, onde o Brasil levou a medalha de prata, e os Estados Unidos foi medalha de ouro e Cuba medalha de bronze.
Em 2008, após apenas 30 dias do retorno da recuperação de uma cirurgia no joelho, fez parte da equipe que participou das Olimpíadas em Pequim, onde o Brasil foi desclassificado, ganhando somente o último jogo contra a Bielorrússia.
Voltou a jogar em Americana em 2010 e, depois de três cirurgias no joelho, pensa em sua transição de carreira e em concluir a faculdade de enfermagem.